# Moonshine (Luisiana)
Moonshine es un lugar designado por el censo ubicado en la parroquia de St. James en el estado estadounidense de Luisiana. En el Censo de 2010 tenía una población de 194 habitantes y una densidad poblacional de 174,19 personas por km².

## Geografía
Moonshine se encuentra ubicado en las coordenadas 29°57′54″N 90°48′47″O / 29.96500, -90.81306. Según la Oficina del Censo de los Estados Unidos, Moonshine tiene una superficie total de 1.11 km², de la cual 0.94 km² corresponden a tierra firme y (15.35%) 0.17 km² es agua.

## Demografía
Según el censo de 2010, había 194 personas residiendo en Moonshine. La densidad de población era de 174,19 hab./km². De los 194 habitantes, Moonshine estaba compuesto por el 12.37% blancos, el 85.05% eran afroamericanos, el 0% eran amerindios, el 0% eran asiáticos, el 0% eran isleños del Pacífico, el 2.06% eran de otras razas y el 0.52% pertenecían a dos o más razas. Del total de la población el 6.7% eran hispanos o latinos de cualquier raza.